# Benjamin Rabier
Benjamin Rabier (La Roche Sur Yon, 30 dicembre 1864 – Parigi, 10 ottobre 1939) è stato un fumettista francese ricordato come uno dei maestri del fumetto francese, creatore della Linea chiara e un pioniere dell'animazione.

## Biografia
Si trasferì con la sua famiglia a Parigi all'età di 5 anni. Partecipò da adolescente ad alcuni concorsi di disegno, vincendo due volte il primo premio, nel 1879 e nel 1880, ma iniziò a lavorare come contabile. Grazie a Caran d'Ache, suo compagno di reggimento, pubblica nel 1895 L'album drolatique iniziando una intensa produzione di tavole umoristiche e illustrazioni per molti editori e pubblicando su riviste come La Chronique Amusante e Le Gil Blas Illustré, Le journal amusant, Revue Mame, Gil Blas illustré, Le Pêle-Mêle, Le Rire e L'assiette au beurre.
Divenne noto in Inghilterra e negli Stati Uniti dove disegnò per Scraps, Pictorial Comic Life e Puck. Si trasferì nel 1894 nella regione di Ségur divenendo collaboratore regolare del quotidiano Le Rire, dove riscosse un certo successo; disegnò anche per le riviste L'Assiette au Beurre e Le Chat Noir, La Jeunesse Illustrée e Les Belles Images.
Nel 1898 produsse il libro Tintin Lutin che fu fonte d'ispirazione nel 1929 per Hergé per il nome del suo personaggio. All'inizio del secolo era un artista affermato che pubblicava su numerose testate. Iniziò a produrre altri album e illustrò le storie di La Fontaine. Ha anche scritto spettacoli teatrali e illustrazioni di libri. Verso il 1906 si concentra sulla produzione di illustrazioni per libri per l'infanzia, privilegiando sempre le storie di animali. Si dedicò all'animazione nel 1916 e ha anche lavorato nel campo della pubblicità. Ad esempio, ha sviluppato il logo di mucca del marchio di formaggi La vache qui rit. Nel 1923 ha creato Gédéon, un'oca protagonista di una serie di storie che realizzò fino alla fine della sua vita e che venne pubblicata in una serie di sedici volumi dal 1923 al 1939. Nel 1936, tornò a lavorare per editori britannici, illustrando diversi libri.